# Homolochunia gadaletae
Homolochunia gadaletae is een krabbensoort uit de familie van de Homolidae. De wetenschappelijke naam van de soort is voor het eerst geldig gepubliceerd in 1995 door Guinot & Richer de Forges.